# Merkinkan
Merkinkan (in russo Меркинкан), è una piccola isola della Russia che si trova nel mare di Bering, vicino alla costa della penisola dei Čukči. Amministrativamente fa parte del Providenskij rajon, nel Circondario autonomo della Čukotka.
Merkinkan è situata nella baia Pėnkigngėj (бухта Пэнкигнгэй), ai margini dello stretto di Senjavin, a nord-ovest di Ačinkinkan. Il suo nome in lingua ciukcia è Mėrvykinkėn (Мэрвыкинкэн), che significa "magra", in contrapposizione alla vicina isoletta di Ačinkinkan (Ėč"ynkpikėn, "grassa"). Al centro dell'isola c'è il piccolo lago Bob (озеро Боб).
Sull'isola vi sono circa 1500 uccelli marini, tra cui l'uria colomba, il gabbiano tridattilo, la fratercula dal corno e la fratercula dai ciuffi.
L'isola è stata mappata da Fëdor Petrovič Litke nel 1828, durante la sua spedizione idrografica. L'insediamento abitato più vicino è Janrakynnot, 17 km a nord-est.